# Академічне веслування на літніх Олімпійських іграх 2016
Змагання з академічного веслування на літніх Олімпійських іграх 2016 пройшли з 6 серпня по 13 серпня на озері Родріго-де-Фрейташ. Було розіграно 14 комплектів нагород серед 550 спортсменів, 331 чоловіків і 219 жінок. Змагання включають у себе використання двох типів човнів (важких і легких), і два стилі веслування: розпашне веслування, де спортсмени використовують по одному веслу, і парне веслування, де використовуються пара весел.

## Календар
| П | Попередній етап | ⅛ | Одна восьма | ¼ | Чвертьфінали | ½ | Півфінали | Ф | Фінал |

| Змагання ↓ / Дата →                 | Суб 6 | Нед 7 | Пон 8 | Вів 9 | Сер 10 | Чет 11 | П'ят 12 | Суб 13 |
| ----------------------------------- | ----- | ----- | ----- | ----- | ------ | ------ | ------- | ------ |
| Одинаки (чоловіки)                  | П     | ⅛     |       | ¼     |        | ½      |         | Ф      |
| Двійки (чоловіки)                   | П     | ¼     |       | ½     |        | Ф      |         |        |
| Парні двійки (чоловіки)             | П     | ¼     |       | ½     |        | Ф      |         |        |
| Парні двійки, легка вага (чоловіки) |       | П     | ¼     |       | ½      |        | Ф       |        |
| Четвірки (чоловіки)                 |       | П     | ¼     |       | ½      |        | Ф       |        |
| Парні четвірки (чоловіки)           | П     |       | ¼     |       | Ф      |        |         |        |
| Четвірки, легка вага (чоловіки)     | П     | ¼     |       | ½     |        | Ф      |         |        |
| Вісімки (чоловіки)                  |       |       | П     |       | ¼      |        |         | Ф      |
| Одинаки (жінки)                     | П     | ⅛     |       | ¼     |        | ½      |         | Ф      |
| Двійки (жінки)                      |       | П     | ¼     |       | ½      |        | Ф       |        |
| Парні двійки (жінки)                | П     | ¼     |       | ½     |        | Ф      |         |        |
| Парні двійки, легка вага (жінки)    |       | П     | ¼     |       | ½      |        | Ф       |        |
| Парні четвірки (жінки)              | П     |       | ¼     |       | Ф      |        |         |        |
| Вісімки (жінки)                     |       |       | П     |       | ¼      |        |         | Ф      |

## Медалі

### Загальний залік
| Місце  | Країна          | Золото | Срібло | Бронза | Загалом |
| ------ | --------------- | ------ | ------ | ------ | ------- |
| 1      | Велика Британія | 3      | 2      | 0      | 5       |
| 2      | Німеччина       | 2      | 1      | 0      | 3       |
| 3      | Нова Зеландія   | 2      | 1      | 0      | 3       |
| 4      | Австралія       | 1      | 2      | 0      | 3       |
| 5      | Нідерланди      | 1      | 1      | 1      | 3       |
| 6      | США             | 1      | 1      | 0      | 2       |
| 7      | Хорватія        | 1      | 1      | 0      | 2       |
| 8      | Польща          | 1      | 0      | 1      | 2       |
| 9      | Франція         | 1      | 0      | 1      | 2       |
| 10     | Швейцарія       | 1      | 0      | 0      | 1       |
| 11     | Данія           | 0      | 1      | 1      | 2       |
| 12     | Литва           | 0      | 1      | 1      | 2       |
| 13     | Ірландія        | 0      | 1      | 0      | 1       |
| 14     | Канада          | 0      | 1      | 0      | 1       |
| 15     | ПАР             | 0      | 1      | 0      | 1       |
| 16     | Італія          | 0      | 0      | 2      | 2       |
| 17     | КНР             | 0      | 0      | 2      | 2       |
| 18     | Норвегія        | 0      | 0      | 2      | 2       |
| 19     | Естонія         | 0      | 0      | 1      | 1       |
| 20     | Румунія         | 0      | 0      | 1      | 1       |
| 21     | Чехія           | 0      | 0      | 1      | 1       |
| Всього | Всього          | 14     | 14     | 14     | 42      |

### Медалісти
| Дисципліна                                    | Золото | Срібло | Бронза |
| --------------------------------------------- | --- | --- | --- |
| Парні одиночки, чоловіки детальніше           | Мае Дрісдейл (NZL) | Дамір Мартін (CRO) | Ондржей Синек (CZE) |
| Парні одиночки, жінки детальніше              | Кім Бреннан (AUS) | Дженевра Стоун (USA) | Дуань Цзінлі (CHN) |
| Двійки, чоловіки детальніше                   | Геміш Бонд (NZL) Ерік Маррей (NZL) | Ловренс Бріттейн (RSA) Шон Кілінг (RSA) | Джованні Абаньяле (ITA) Марко Ді Костанцо (ITA) |
| Двійки, жінки детальніше                      | Велика Британія (GBR) Гелен Гловер Гезер Стеннінг                                                                                                   | Нова Зеландія (NZL) Дженев'єв Берент Ребекка Скоун | Данія (DEN) Ядвіга Расмуссен Анне Дсане Андерсен |
| Парні двійки, чоловіки детальніше             | Мартін Сінкович (CRO) Валент Сінкович (CRO) | Міндаугас Грішконіс (LTU) Саулюс Ріттер (LTU) | К'єтіль Борх (NOR) Олаф Туфте (NOR) |
| Парні двійки, жінки детальніше                | Магдалена Фулярчик (POL) Наталія Мадай (POL) | Кетрін Грейнджер (GBR) Вікторія Торнлі (GBR) | Мільда Вальчукайте (LTU) Доната Віштартайте (LTU) |
| Парні двійки, легка вага, чоловіки детальніше | Франція (FRA) П'єр Уен Жеремі Азу | Ірландія (IRL) Гері О'Донован Пол О'Донован | Норвегія (NOR) Крістоффер Брун Аре Страндлі |
| Парні двійки, легка вага, жінки детальніше    | Нідерланди (NED) Ілсе Пауліс Майке Гед | Канада (CAN) Ліндсі Дженнеріч Патрісія Обі | Китай (CHN) Хуан Вен'ї Пань Фейхун |
| Четвірки, чоловіки детальніше                 | Велика Британія Алекс Грегорі Мохамед Сбігі Джордж Неш Константін Лулудіс                                                                           | Австралія Вілл Локвуд Джош Данклі-Сміт Джош Бут Александер Гілл | Італія Доменіко Монтроне Маттео Кастальдо Маттео Лодо Джузеппе Вічіно                                                                                         |
| Четвірки, легка вага, чоловіки детальніше     | Швейцарія Маріо Гір Сімон Ніпманн Сімон Шюрх Лукас Трамер                                                                                           | Данія Якоб Барсее Мортен Єргенсен Каспер Вінтер Єргенсен Якоб Ларсен | Франція Томас Барух Тібо Колар Гійом Рено Франк Сольфоросі |
| Парні четвірки, чоловіки детальніше           | Німеччина Ганс Груне Лауріц Шоф Карл Шульце Філіпп Венде                                                                                            | Австралія Александр Белоногофф Карстен Форстерлінг Кемерон Гірдлстон Джеймс Макрей                                                                                       | Естонія Тону Ендрексон Андрей Ямса Аллар Рая Каспар Таймсоо                                                                                                   |
| Парні четвірки, жінки детальніше              | Німеччина Каріна Бер Юлія Лір Ліза Шмідла Аннекатрін Тіле                                                                                           | Нідерланди Шанталь Ахтерберг Ніколь Беукерс Карліне Боу Інге Янссен | Польща Моніка Цяцюх Марія Спрінгвальд Йоанна Лещинська Агнєшка Кобус                                                                                          |
| Вісімки, чоловіки детальніше                  | Велика Британія Пол Беннетт, Скотт Дюрант, Метт Готрел, Метт Ленгрідж, Том Ренслі, Піт Рід, Вільям Сетч, Ендрю Тріггс-Годж, Фелан Гілл (стерновий)  | Німеччина Фелікс Драготта, Мальте Якшик, Ерік Йоганнесен, Андреас Куффнер, Максиміліан Мунскі, Ганнес Оцік, Максиміліан Рейнельт, Ріхард Шмідт, Мартін Зауер (стерновий) | Нідерланди Кай Гендрікс, Роберт Люккен, Боаз Мейлінк, Будевейн Реель, Олів'є Зігелар, Дірк Уттенбогаард, Мехіл Верслейс, Тоні Вітен, Петер Вірсум (стерновий) |
| Вісімки, жінки детальніше                     | США Аманда Елмор, Тесса Гоббо, Елль Логан, Меган Мусніцькі, Аманда Полк, Емілі Реган, Лорен Шметтерлінг, Керрі Сіммондс, Кейтлін Снайдер (стернова) | Велика Британія Карен Беннетт, Олівія Карнегі-Браун, Джессіка Едді, Кетрін Грівс, Френсіс Готон, Зої Лі, Поллі Свонн, Мелані Вілсон, Зої де Толедо (стернова)            | Румунія Мадаліна Береш, Андрея Бог'ян, Аделіна Богуш, Роксана Коджану, Юліана Попа, Лаура Опря, Міхаела Петріла, Йоана Струнгару, Даніела Друнча (стернова)   |